# Iwona Kozłowska (ambasador)
Iwona Kozłowska – polska urzędniczka i dyplomatka, ambasador RP w Szwajcarii (2020–2024).

## Życiorys
Iwona Kozłowska ukończyła I Liceum Ogólnokształcące w Lesznie oraz studia germanistyczne na Uniwersytecie Wrocławskim (1990–1995). W trakcie studiów przebywała na stażach i stypendiach w Heidelbergu (1992, 1993/94), Bochum (1993) i Grand Canyon University w Phoenix w Arizonie. W 1996 rozpoczęła studia europejskie w Wyższej Szkole Technicznej w Akwizgranie, które ukończyła w 1999 z tytułem magistra.
W październiku 1999 została wicedyrektorką Instytutu Polskiego w Berlinie. W 2001 przeniosła się do Biura Współpracy z Zagranicą w Kancelarii Prezydenta RP, gdzie pracowała na stanowisku ds. Europy Zachodniej oraz Trójkąta Weimarskiego. W 2005 rozpoczęła pracę w wydziale krajów niemieckojęzycznych Departamentu Unii Europejskiej Ministerstwa Spraw Zagranicznych. W 2007 w stopniu I radcy wyjechała na stanowisko kierowniczki Wydziału Politycznego Ambasady RP w Berlinie, którym kierowała do 2012. W latach 2012–2014 zastępczyni dyrektora Biura Pełnomocnika Prezesa Rady Ministrów ds. Dialogu Międzynarodowego w Kancelarii Prezesa Rady Ministrów. Inicjatorka i autorka koncepcji wystawy „Odwaga i pojednanie” Muzeum Historii Polski zrealizowanej w Krzyżowej. Od 2014 zastępczyni dyrektora, a od 2019 dyrektorka Departamentu Współpracy z Polonią i Polakami za Granicą MSZ. Inicjatorka programu „Polacy światu” oraz akcji „Polonia for Neighbours” i „Poland at Your Home”. W sierpniu 2020 została powołana na stanowisko ambasador RP w Szwajcarii z dodatkową akredytacją w Liechtensteinie. Listy uwierzytelniające złożyła 13 października 2020. Misję zakończyła 30 czerwca 2024.
Biegle włada niemieckim i angielskim oraz w stopniu podstawowym francuskim i rosyjskim. Zamężna, matka syna i córki.

## Odznaczenia
W 2019 odznaczona przez Prezydenta RP Złotym Krzyżem Zasługi „za zasługi w służbie zagranicznej, za osiągnięcia w podejmowanej z pożytkiem dla kraju działalności zawodowej i dyplomatycznej”. W tym samym roku decyzją Szefa Urzędu ds. Kombatantów i Osób Represjonowanych wyróżniona medalem „Pro Patria” w uznaniu szczególnych zasług na rzecz kultywowania pamięci o walce o niepodległość RP.